# 대림 VF125

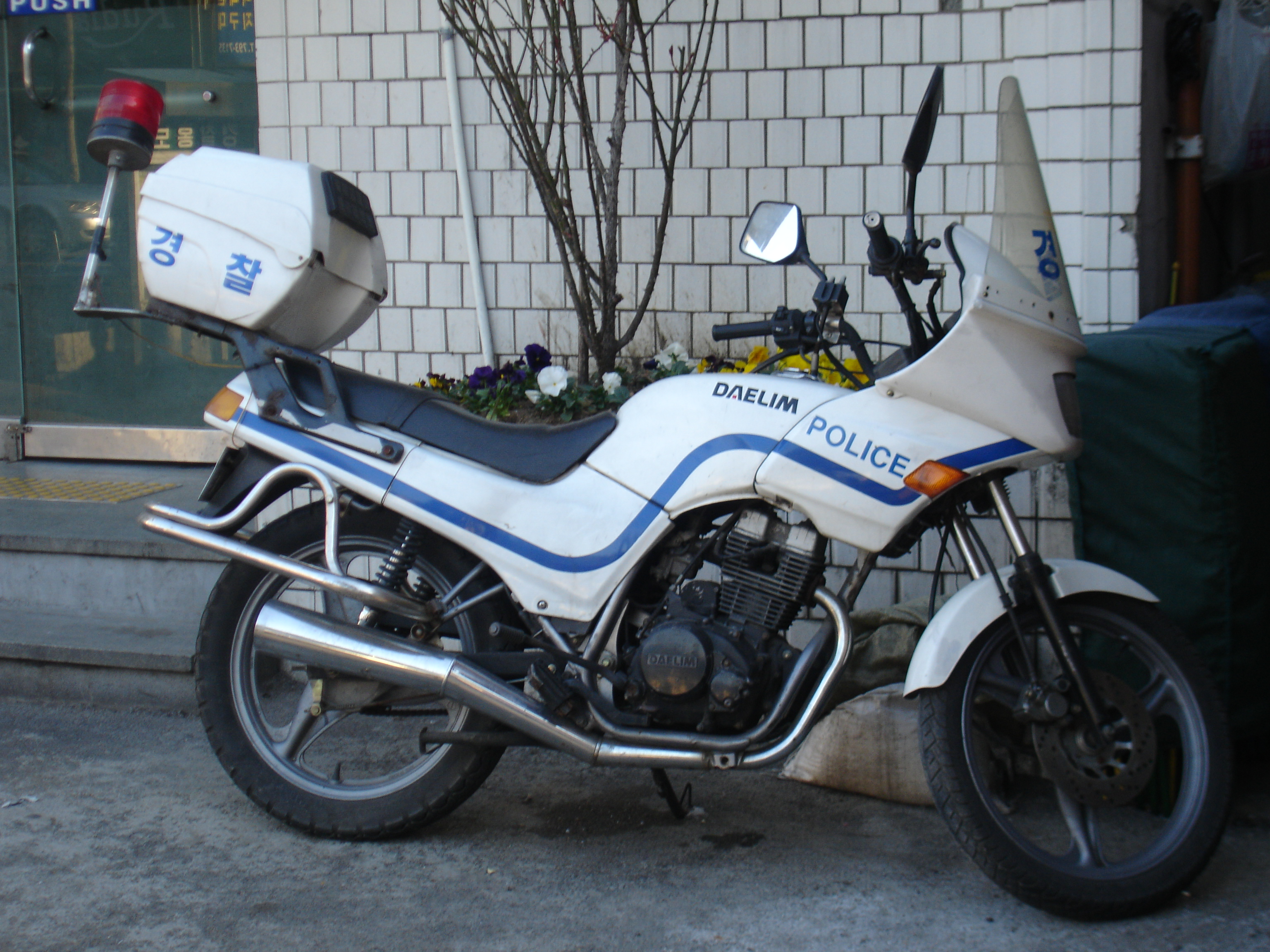
VF125 싸이카

대림 VF125(Daelim VF125)는 대림자동차에서 1989년에서 2004년까지 생산한 모터사이클이다. 1989년에 드림(Dream)이라는 이름으로 시판을 하다 VF125로 이름을 바꾸었다. 125cc급 모터사이클 중에서 세계 최초로 1실린더 4벨브 시스템을 갖춘 엔진을 얹었다.
대한민국 내에서는 퀵서비스 등의 배달업에 종사하는 사람들이 많이 사용하고 있으며, 일부 청소년으로 이루어진 폭주족 사이에서 난폭 운전과 연료 탱크 위에 방석과 대형 스피커(스테레오)를 부착하거나 쇼크 업소버의 높이를 높이는 등의 불법 개조와 불법 부착물을 장착하는 경우도 있다. 삼륜차로 개조된 차량도 볼 수 있는데, 삼륜차로 개조된 차량은 생계용(가정용 연료 배달이나 노점상 등)으로 많이 사용한다.

## 연혁
- 1989년 : 드림 시판, 혼다의 124cc 1실린더 4벨브 엔진 탑재
- 1993년 : 이름을 드림에서 VF125로 개명
- 1994년 : 대림자동차에서 제작한 엔진을 탑재
- 1998년 : 휠 디자인이 변경
- 2004년 : 단종

## 제원
```
 사이즈	  1963x775x1157mm
 시트고	  765mm
 건조중량	  115
 
kg
 엔진형식	  공냉식 SOHC 4밸브 4
 배기량	  124
 보어x스트로크	  56.5x49.5mm
 압축비	  :
 최대출력	  ps/rpm
 연료탱크	  13.6 liter
 변속기	  5-speed
 현가장치	  F)텔레스코픽 R)스윙암
 브레이크	  F)유압디스크 R)내부확장식
 타이어	  F)80/90-18 R)4.10-18
 축간거리	  1302mm
```

가격
```
 현지가격
 국내가격	  189만원
```

## MCT 카리스마
효성기계공업(현 S&T모터스)과 HSRC가 공동 개발한 엑시브 SP/RR에 대항하기 위하여 대림자동차는 2001년 MCT 모터스와 공동으로 VF125의 차대를 기반으로 레플리카(스포츠 바이크) 형태의 차체를 채용한 카리스마를 개발하였으나, 판매가 50대 정도로 극히 저조하였으며 이듬해 소리소문없이 단종되었다.

## 기타
- 1990년대 초반까지 제작된 차량의 경우, 혼다의 로고가 각인된 엔진을 얹었다.
- 차체에 RR125로 표기된 차량도 많이 찾아볼 수 있다.

## 같이 보기
- 대림 VR125